# John Sinibaldi
John Sinibaldi (* 2. Oktober 1913 in Brooklyn; † 10. Januar 2006 in St. Petersburg, Florida) war ein US-amerikanischer Radrennfahrer.

## Leben
John Sinibaldi war in jungen Jahren groß und kräftig. Er arbeitete zehn Stunden am Tag als Stahlarbeiter und trainierte nach Feierabend auf dem Fahrrad. Als Meister von New Jersey wurde er für die Olympischen Sommerspiele 1932 in Los Angeles nominiert und belegte im Straßenrennen Platz 29; 1936 in Berlin nahm er an drei Disziplinen teil, dem olympischen Straßenrennen, dem Mannschaftszeitfahren und der Mannschaftsverfolgung, ohne sich jedoch vorne zu platzieren. Während des Straßenrennens stürzte er viermal und wurde 47. Im Jahr darauf stürzte er erneut und musste operiert werden. Im Juni 1935 stellte er einen neuen nationalen Rekord über 60 Meilen auf.
Zwischen 1928 und 2005 gewann Sinibaldi, „The Legend“ genannt, insgesamt 18 nationale Titel in verschiedenen Altersklassen. Zuletzt engagierte er sich bei Wohltätigkeits-Radrennen zugunsten der American Diabetes Association.
1997 wurde John Sinibaldi in die United States Bicycling Hall of Fame aufgenommen.